# Campionati del mondo di ciclismo su pista 2012 - Scratch femminile
La gara di scratch femminile ai Campionati del mondo di ciclismo su pista 2012 si svolse il 6 aprile 2012 su un percorso di 40 giri, per un totale di 10 km. Fu vinta dalla polacca Katarzyna Pawłowska, che completò la prova in 13'05"028 alla media di 45,858 km/h.

## Podio
| Pos.    | Atleta              | Nazionalità |
| ------- | ------------------- | ----------- |
| Oro     | Katarzyna Pawłowska | Polonia     |
| Argento | Melissa Hoskins     | Australia   |
| Bronzo  | Kelly Druyts        | Belgio      |

## Risultati
| Posizione | Atleta              | Nazione       | Gap in giri |
| --------- | ------------------- | ------------- | ----------- |
| 1         | Katarzyna Pawłowska | Polonia       |             |
| 2         | Melissa Hoskins     | Australia     |             |
| 3         | Kelly Druyts        | Belgio        |             |
| 4         | Danielle King       | Gran Bretagna |             |
| 5         | Cari Higgins        | Stati Uniti   |             |
| 6         | Sofía Arreola       | Messico       |             |
| 7         | Helena Casas        | Spagna        |             |
| 8         | Jarmila Machačová   | Rep. Ceca     |             |
| 9         | Maki Tabata         | Giappone      |             |
| 10        | Elena Cecchini      | Italia        |             |
| 11        | Diao Xiao Juan      | Hong Kong     |             |
| 12        | Shannon McCurley    | Irlanda       |             |
| 13        | Charlotte Becker    | Germania      |             |
| 14        | Gemma Dudley        | Nuova Zelanda |             |
| 15        | Vera Koedooder      | Paesi Bassi   |             |
| 16        | Lesya Kalytovska    | Ucraina       |             |
| 17        | Yumari González     | Cuba          | REL         |

REL = Relegata (retrocessa)